# Michael Ronda
Michael Ronda Escobosa (Guadalajara, 28 de setembro de 1996) é um ator, cantor, compositor, dançarino e modelo mexicano. Ficou conhecido pelos papéis de Simón Álvarez na telenovela Soy Luna do Disney Channel, e Javier Williams na série Control Z  da rede de streaming Netflix.

## Biografia
Michael nasceu em 28 de setembro de 1996 na cidade de Guadalajara. Com 8 anos de idade fez sua estreia no meio da modelagem de negócios e foto. Seu pai Davide Ronda é de nacionalidade italiana e sua mãe Virginia Escobosa é de nacionalidade mexicana. É o segundo filho, entre Alessandra sua irmã mais velha e o irmão mais novo Kevin Ronda.

## Carreira
Com 10 anos de idade, ele ganhou seu primeiro papel principal no filme La noche del pirata, dirigido por Juan Carlos Blanco e atualmente em pós-produção. Com 11 anos, participou da série Entre líneas dirigido por Carlos Bolado e um pequeno papel em seu filme chamado Tlatelolco 68. Ele tem vários capítulos para a TV Azteca no programa A cada quien su santo, e na série Como dice el dicho, dirigido por Genoveva Martínez. Na Televisa participou da telenovela La fuerza del destino. Em 2009 ele ganhou o papel de protagonista no filme dirigido por Patricia Arriaga Bacalar Jordan.
Em 2016, deu vida ao personagem Simón Álvarez na série Soy Luna, do Disney Channel. A série teve três temporadas e foi um sucesso tanto na América Latina, quanto na Europa. Juntamente com o elenco de Soy Luna, Ronda percorreu vários países performando nas três turnês que acompanhou a série. Após o encerramento da série em 2018, Ronda lançou-se como cantor solo, lançando seu primeiro single, "La Diva de la Escuela".
Em 2019, entrou para o elenco da série Control Z, da Netflix, interpretando o jovem Javier, um recém chegado aluno do Colegio Nacional, filho de um jogador de futebol, que logo faz amizade com a protagonista da série. Em novembro de 2020, com a estreia do serviço de streaming Disney+, foi anunciado que Michael estrelaria ao lado de Jorge Blanco e Lalo Brito a série Papás por Encargo, com lançamento ocorrido em julho de 2022.

## Filmografia

### Televisão
| Ano           | Título                | Personagem                   | Nota                                                            |
| ------------- | --------------------- | ---------------------------- | --------------------------------------------------------------- |
| 2009          | A cada quien su santo | Victor                       | Participação                                                    |
| 2009          | Pobre Diabla          | Santiago Rodriguez (criança) | Participação                                                    |
| 2011          | La fuerza del destino | Camilo Galván (criança)      | Participação                                                    |
| 2011–2015     | Como dice el dicho    | Alfonso Lascuráin (Poncho)   | Recorrente (1ª e 5ª temp.) Elenco principal (2ª, 3ª e 4ª temp.) |
| 2016–presente | Soy Luna              | Simón Álvarez                | Elenco principal                                                |
| 2018          | Once                  | Simón Álvarez                | Convidado                                                       |
| 2019          | Bajo la Red           | Gabriel                      | Elenco principal, série de TV                                   |
| 2019          | Bronco: La serie      | Eduardo "Lalo"               | Recorrente                                                      |
| 2020–2022     | Control Z             | Javier Williams              | Elenco principal                                                |
| 2022–2023     | Papás por Encargo     | Morgan                       | Protagonista                                                    |
| 2024          | Mi Amor Sin Tiempo    | Adrián de la Fuente Monroy   | Antagonista                                                     |

### Cinema
| Longas & Curta-metragens | Longas & Curta-metragens | Longas & Curta-metragens |
| Ano                      | Título                   | Papel                    |
| ------------------------ | ------------------------ | ------------------------ |
| 2011                     | La noche del pirata      | Dani                     |
| 2011                     | Bacalar                  | Santiago                 |
| 2012                     | El último aliento        | Juan (jovem)             |
| 2018                     | Campeones                | David                    |

## Discografia

### Turnês
- Soy Luna en concierto (2017)
- Soy Luna Live (2018)
- Soy Luna en vivo (2018)

### Singles
| Bandas sonoras | Bandas sonoras | Bandas sonoras      |
| Año            | Canção | Álbum               |
| -------------- | --- | ------------------- |
| 2016           | «Valiente» | Soy Luna            |
| 2016           | «Eres» (com Karol Sevilla) | Soy Luna            |
| 2016           | «Un destino» (com Lionel Ferro e Gastón Vietto) | Soy Luna            |
| 2016           | «I'd Be Crazy» (com Ruggero Pasquarelli, Lionel Ferro, Jorge López, Gastón Vietto e Agustín Bernasconi) | Soy Luna            |
| 2016           | «Invisibles» (com Lionel Ferro y Gastón Vietto) | Soy Luna            |
| 2016           | «Camino» (com Elenco de Soy Luna) | Soy Luna            |
| 2016           | «Non arrenderti mai» (versão em Italiano de «Valiente») | Soy Luna (Italia)   |
| 2016           | «Vuelo» (com Elenco de Soy Luna) | Música en ti        |
| 2016           | «A rodar mi vida» (com Elenco de Soy Luna) | Música en ti        |
| 2016           | «Eres (Radio Disney Vivo)» (com Karol Sevilla e Ruggero Pasquarelli) | Música en ti        |
| 2016           | «Valiente (Radio Disney Vivo)» (com Karol Sevilla, Lionel Ferro e Gastón Vietto) | Música en ti        |
| 2016           | «Alas (Radio Disney Vivo)» (com Elenco de Soy Luna) | Música en ti        |
| 2017           | «Valiente» (con Elenco de Soy Luna) | La vida es un sueño |
| 2017           | «Alzo Mi Bandera» (com Lionel Ferro e Gastón Vietto) | La vida es un sueño |
| 2017           | «Linda» (com Lionel Ferro e Gastón Vietto) | La vida es un sueño |
| 2017           | «Cuenta Conmigo» (com Elenco de Soy Luna) | La vida es un sueño |
| 2017           | «I've Got a Feeling» (com Karol Sevilla, Valentina Zenere, Chiara Parravicini, Ruggero Pasquarelli, Lionel Ferro e Gastón Vietto)                                                                             | La vida es un sueño |
| 2017           | «Footloose» (com Elenco de Soy Luna) | La vida es un sueño |
| 2017           | «Pienso» (com Lionel Ferro e Gastón Vietto) | La vida es un sueño |
| 2017           | «Andaremos» (com Karol Sevilla) | La vida es un sueño |
| 2017           | «Yo Quisiera» | La vida es un sueño |
| 2017           | «Siempre Juntos» (Versão Grupal) (com Elenco de Soy Luna) | La vida es un sueño |
| 2018           | «Modo Amar» (com Elenco de Soy Luna) | Modo Amar           |
| 2018           | «Tiempo de Amor» | Modo Amar           |
| 2018           | «Tu cárcel» (com Karol Sevilla) | Modo Amar           |
| 2018           | «Despierta mi mundo» (com Karol Sevilla, Ruggero Pasquarelli, Ana Sara, Chiara Paravicini, Katja Martinez e Malena Ratner)                                                                                    | Modo Amar           |
| 2018           | «Solos» (com Valentina Zenere) | Modo Amar           |
| 2018           | «Si lo sueñas claro» (com Karol Sevilla, Ruggero Pasquarell, Gastón Vietto, Lionel Ferro, José Andrés Chiluiza, Carolina Kopelioff,Jorge López, Chiara Parravicini, Ana Jara, Malena Ratner e Katja Martínez) | Modo Amar           |
| 2018           | «Nadie como Tú» (com Ruggero Pasquarelli, Gastón Vietto, Lionel Ferro, Jorge Lopez e Agustín Bernasconi) | Modo Amar           |
| 2018           | «Todo puede cambiar » (com Elenco de Soy Luna) | Modo Amar           |
| 2022           | «Vivo» (com Jorge Blanco e Lalo Brito) | Papás por Encargo   |

## Prêmios e indicações
| Ano  | Prêmio                       | Categoria                            | Trabalho          | Resultado | Ref    |
| ---- | ---------------------------- | ------------------------------------ | ----------------- | --------- | ------ |
| 2015 | Kids Choice Awards México    | Bonito Favorito                      | Ele mesmo         | Indicado  |        |
| 2016 | Kids Choice Awards México    | Ator Favorito                        | Soy Luna          | Indicado  | [ 8 ]  |
| 2016 | Kids Choice Awards Colômbia  | Ator Favorito                        | Soy Luna          | Indicado  | [ 9 ]  |
| 2016 | Kids Choice Awards Argentina | Ator Favorito                        | Soy Luna          | Indicado  | [ 10 ] |
| 2017 | Kids Choice Awards México    | Ator Favorito                        | Soy Luna          | Venceu    |        |
| 2017 | Kids Choice Awards Argentina | Ator Favorito                        | Soy Luna          | Venceu    |        |
| 2017 | Tú Awards 2017               | #El chico sexy                       | Soy Luna          | Indicado  |        |
| 2018 | Kids Choice Awards México    | Ator Favorito                        | Soy Luna          | Venceu    |        |
| 2018 | Kids Choice Awards Argentina | Ship Favorito (com Valentina Zenere) | Soy Luna          | Venceu    |        |
| 2018 | Kids Choice Awards Argentina | Ator Favorito                        | Soy Luna          | Indicado  |        |
| 2023 | Kids Choice Awards México    | Ator Favorito                        | Papás por Encargo | Indicado  |        |